# 岐阜県警察部
岐阜県警察部（ぎふけんけいさつぶ）は、戦前の内務省監督下の岐阜県が設置した府県警察部であり、岐阜県内を管轄区域とする。
1948年（昭和23年）3月6日に廃止となり、岐阜県警察部は国家地方警察岐阜県本部と岐阜市警察などの自治体警察に再編されることになった。

## 沿革
- 1875年（明治8年）11月　岐阜県庁に第四課を設置。
- 1880年（明治13年）4月　岐阜県警察本署に改称。
- 1886年（明治19年）8月　岐阜県警察本部に改称。
- 1890年（明治23年）10月　岐阜県警察部に改称。
- 1905年（明治38年）4月　岐阜県第四部に改称。
- 1907年（明治40年）7月　岐阜県警察部に改称。
- 1928年（昭和3年）7月　特別高等警察課を設置。
- 1945年（昭和20年）10月　特別高等警察が廃止。

## 組織
1927年（昭和2年）時点
- 警務課
- 高等警察課
- 刑事課
- 保安課
- 衛生課
- 工場課

## 警察署
1927年（昭和2年）時点
- 岐阜警察署
- 笠松警察署
- 高須警察署
- 高田警察署
- 垂井警察署
- 大垣警察署
- 揖斐警察署
- 北方警察署
- 高富警察署
- 八幡警察署
- 関警察署
- 金山警察署
- 太田警察署
- 八百津警察署
- 御嵩警察署
- 多治見警察署
- 中津警察署
- 岩村警察署
- 萩原警察署
- 高山警察署
- 古川警察署
- 船津警察署

## 歴代部長
| 代 | 官職名                                    | 氏名       | 就任日                           | 退任日         | 前職                     | 後職                   | 備考                 |
| -- | ----------------------------------------- | ---------- | -------------------------------- | -------------- | ------------------------ | ---------------------- | -------------------- |
| -  | 大属 聴訟課首席                           | 斯波有造   | 明治4年12月26日 （1872年2月4日） | 1874年4月13日  |                          |                        |                      |
| -  | 九等出仕 聴訟課長                         | 鈴木準道   | 1874年4月13日                    | 1875年12月18日 |                          |                        |                      |
| -  | 大属 第四課長                             | 井出今滋   | 1875年12月18日                   | 1877年6月29日  |                          |                        |                      |
| -  | 三等警部 第四課長心得 第四課長 警察本署長 | 川俣正名   | 1877年6月29日                    | 1882年1月28日  |                          | -                      |                      |
| 1  | 警部長 警察本署長                         | 川俣正名   | 1882年1月28日                    | 1886年7月20日  | -                        | -                      |                      |
| 1  | 警部長 警察本部長                         | 川俣正名   | 1886年7月20日                    | 1886年8月12日  | -                        | 非職                   |                      |
| 2  | 警部長 警察本部長                         | 雨宮克     | 1886年8月12日                    | 1887年11月22日 | 岐阜県警部               | 群馬県警部長           |                      |
| 3  | 警部長 警察本部長                         | 竹下康之   | 1887年11月22日                   | 1890年5月29日  | 群馬県警部長             | 依願免本官             |                      |
| 4  | 警部長 警察本部長                         | 丸山重俊   | 1890年5月29日                    | 1890年10月11日 | 検事                     | -                      |                      |
| 4  | 警部長 警察部長                           | 丸山重俊   | 1890年10月11日                   | 1892年7月27日  | -                        | 石川県警部長           |                      |
| 5  | 警部長 警察部長                           | 税所篤一   | 1892年7月27日                    | 1893年3月29日  | 石川県警部長             | 非職                   |                      |
| 6  | 警部長 警察部長                           | 久保誠之   | 1893年3月29日                    | 1894年3月26日  | 岩手県警部長             | 岐阜県書記官           |                      |
| 7  | 警部長 警察部長                           | 高津雄介   | 1894年3月26日                    | 1898年4月15日  | 陸軍歩兵少尉             | 非職                   |                      |
| 8  | 警部長 警察部長                           | 鈴木清聡   | 1898年4月15日                    | 1898年8月6日   |                          | 非職                   |                      |
| 9  | 警部長 警察部長                           | 高津雄介   | 1898年8月6日                     | 1899年1月13日  | 元岐阜県警部長           | 非職                   | 再任                 |
| 10 | 警部長 警察部長                           | 龍岡篤敬   | 1899年1月13日                    | 1900年7月5日   | 山形県警部長             | 奈良県警部長           |                      |
| 11 | 警部長 警察部長                           | 伊沢多喜男 | 1900年7月5日                     | 1902年2月8日   | 岐阜県参事官             | 福井県書記官           |                      |
| 12 | 警部長 警察部長                           | 坂口実行   | 1902年2月8日                     | 1905年4月19日  | 警視                     | -                      |                      |
| 12 | 事務官 第四部長 警務長                    | 坂口実行   | 1905年4月19日                    | 1906年7月28日  | -                        | 休職                   |                      |
| 13 | 事務官 第四部長 警務長                    | 松村才知   | 1906年7月28日                    | 1907年7月13日  | 茨城県事務官             | -                      |                      |
| 13 | 事務官 警察部長 警務長                    | 松村才知   | 1907年7月13日                    | 1912年12月30日 | -                        | 岩手県内務部長         |                      |
| 14 | 事務官 警察部長 警務長                    | 井本満助   | 1912年12月30日                   | 1913年6月13日  | 鳥取県事務官             | 廃官                   |                      |
| 15 | 警察部長                                  | 浜田虎太郎 | 1913年6月13日                    | 1914年6月9日   | 高山区裁判所検事         | 鹿児島県警察部長       |                      |
| 16 | 警察部長                                  | 高橋守雄   | 1914年6月9日                     | 1917年3月5日   | 沖縄県理事官             | 新潟県警察部長         |                      |
| 17 | 警察部長                                  | 池田秀雄   | 1917年3月5日                     | 1918年9月23日  | 宮城県理事官             | 外務事務官             |                      |
| 18 | 警察部長                                  | 坂本森一   | 1918年9月23日                    | 1921年6月3日   | 群馬県理事官             | 兵庫県警察部長         |                      |
| 19 | 警察部長                                  | 山中恒三   | 1921年6月3日                     | 1922年10月16日 | 青森県理事官             | 北海道庁拓殖部長       |                      |
| 20 | 警察部長                                  | 池田清     | 1922年10月16日                   | 1923年10月27日 | 警視庁警視               | 内務書記官             |                      |
| 21 | 警察部長                                  | 坂本暢     | 1923年10月27日                   | 1924年6月27日  | 兵庫県理事官             | 静岡県警察部長         |                      |
| 22 | 警察部長                                  | 関屋延之助 | 1924年6月27日                    | 1924年12月20日 | 京都府理事官             | -                      |                      |
| 22 | 書記官 警察部長                           | 関屋延之助 | 1924年12月20日                   | 1926年9月28日  | -                        | 北海道庁部長・拓殖部長 |                      |
| 23 | 書記官 警察部長                           | 松枝角二   | 1926年9月28日                    | 1927年5月17日  | 警視庁事務官             | 青森県書記官・警察部長 |                      |
| 24 | 書記官 警察部長                           | 藤岡長和   | 1927年5月17日                    | 1928年5月30日  | 長野県書記官・警察部長   | 徳島県書記官・内務部長 |                      |
| 25 | 書記官 警察部長                           | 村田武     | 1928年5月30日                    | 1929年7月8日   | 和歌山県書記官・警察部長 | 山形県書記官・警察部長 |                      |
| 26 | 書記官 警察部長                           | 馬場義也   | 1929年7月8日                     | 1929年8月14日  | 山形県書記官・警察部長   | 休職                   |                      |
| 27 | 書記官 警察部長                           | 岡田喜久治 | 1929年8月14日                    | 1930年8月28日  |                          | 宮崎県書記官・内務部長 |                      |
| 28 | 書記官 警察部長                           | 山内義文   | 1930年8月28日                    | 1931年12月28日 | 山口県書記官・警察部長   | 熊本県書記官・警察部長 |                      |
| 29 | 書記官 警察部長                           | 出石於菟彦 | 1931年12月28日                   | 1932年3月31日  | 埼玉県書記官・警察部長   | 警察講習所教授         |                      |
| 30 | 書記官 警察部長                           | 土居章平   | 1932年3月31日                    | 1932年10月5日  | 社会局事務官             | 青森県書記官・警察部長 |                      |
| 31 | 書記官 警察部長                           | 山内継喜   | 1932年10月5日                    | 1935年1月19日  | 青森県書記官・警察部長   | 山口県書記官・警察部長 |                      |
| 32 | 書記官 警察部長                           | 西広忠雄   | 1935年1月19日                    | 1936年4月22日  | 警保局内務事務官         | 長野県書記官・警察部長 |                      |
| 33 | 書記官 警察部長                           | 町村金五   | 1936年4月22日                    | 1937年2月12日  | 宮内省大臣秘書官         | 三重県書記官・警察部長 |                      |
| 34 | 書記官 警察部長                           | 重田忠保   | 1937年2月12日                    | 1939年4月21日  | 警視庁消防部長           | 長野県書記官・経済部長 |                      |
| 35 | 書記官 警察部長                           | 宮脇参三   | 1939年4月21日                    | 1940年4月10日  | 内閣東北局書記官         | 埼玉県書記官・警察部長 |                      |
| 36 | 書記官 警察部長                           | 杭迫軍二   | 1940年4月10日                    | 1941年6月7日   | 警保局内務事務官         | 宮城県書記官・警察部長 |                      |
| 37 | 書記官 警察部長                           | 早坂冬男   | 1941年6月7日                     | 1942年11月1日  | 蒙彊政府内政部次長       | 警察講習所教授         |                      |
| 38 | 部長 警察部長                             | 毛利基     | 1942年11月1日                    | 1945年4月21日  | 佐賀県書記官・警察部長   | 埼玉県部長・警察部長   |                      |
| 39 | 部長 警察部長                             | 広木三郎   | 1945年4月21日                    | 1945年10月13日 | 地方副参事官             | 休職                   |                      |
| 40 | 部長 警察部長                             | 山口泉     | 1945年10月13日                   | 1945年10月27日 | -                        | -                      | 兼任 本務:岐阜県部長 |
| 41 | 部長 警察部長                             | 金谷信孝   | 1945年10月27日                   | 1946年4月1日   | 大阪府地方警視           | -                      |                      |
| 41 | 地方事務官 警察部長                       | 金谷信孝   | 1946年4月1日                     | 1946年6月8日   | -                        | 警視庁官房主事         |                      |
| 42 | 地方事務官 警察部長                       | 沼田喜三雄 | 1946年6月8日                     | 1947年5月2日   | 警保局内務事務官         | 警視庁消防部長         |                      |
| 43 | 地方事務官 警察部長                       | 湯浅定晴   | 1947年5月2日                     | 1948年3月6日   | 警保局内務事務官         | 札幌管区本部刑事部長   |                      |

## 主な事件
- 岐阜事件